# Bluewater (Arizona)
Pour les articles homonymes, voir Bluewater.
Bluewater est une census-designated place (CDP) située dans le comté de La Paz dans l'État de l'Arizona, aux États-Unis.